# Hybris (mytologi)

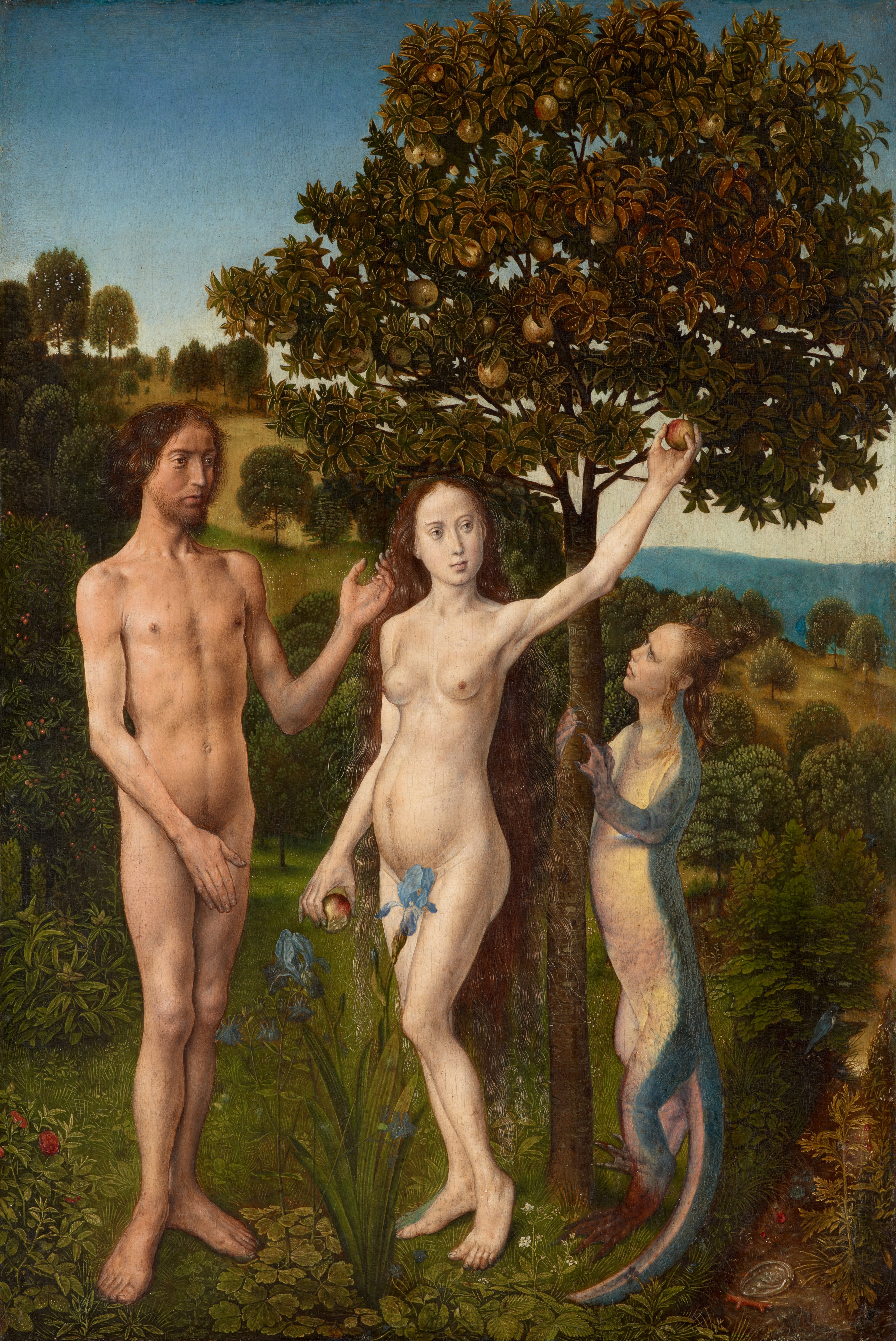
Bibelns syndafall var en form av hybris.

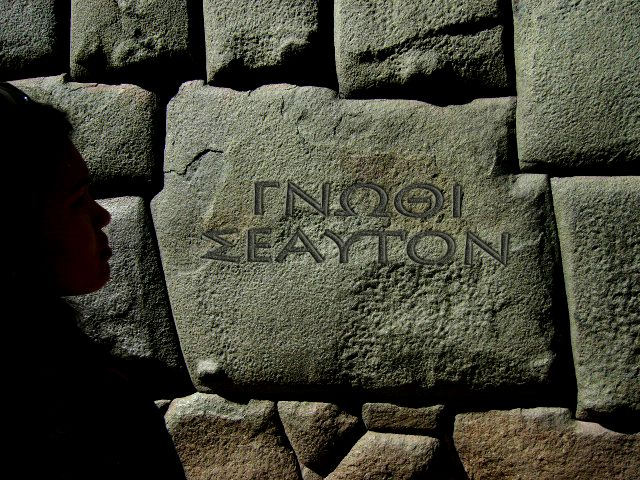
Gnōthi seauton – "Känn dig själv – i grekisk skrift.

Hybris (grekiska: ΄γβρις) var inom grekisk mytologi att vilja efterlikna och/eller överträffa gudarna. Hybris kan då användas som en synonym till storhetsvansinne eller övermod. Hybris var också namnet på en ande eller demon kopplad till hybrisbegreppet.

## Beskrivning och användning
Hybris är en okunnighet om människans plats i världsordningen. Överdriven tilltro till sin egen lycka och framgång betecknades också som hybris, i likhet med den moderna betydelsen av hybris som "förhävelse".
På Apollontemplet i Delfi fanns inskriptionerna "Känn dig själv" och "Ingenting till övermått", vilka var typiska varningar för hybris.
I det antika dramat utmanar ofta hjältarna den rådande rättsuppfattningen och gudarna. Då begår de hybris och går oftast under. Ett annat ord för hybris är övermod och människan straffas när hon försöker göra sig till gudarnas jämlike. För att få nåd hos gudarna var man tvungen att förstå vad man gjort för fel, känna vördnad, fruktan och medlidande inför gudarna och på så sätt rena sin själ, katharsis.
Motsatsen till hybris, hos antikens greker, var bland annat sofrosyne, 'behärskning'.
Som inkarnering av hybrisbegreppet fanns anden (demonen, alternativt gudinnan) med samma namn. Hon kännetecknades av fräckhet samt våldsamt och upprörande beteende. Motsvarande personifiering i den romerska mytologin var Petulantia.